# Johann Karl Schleich

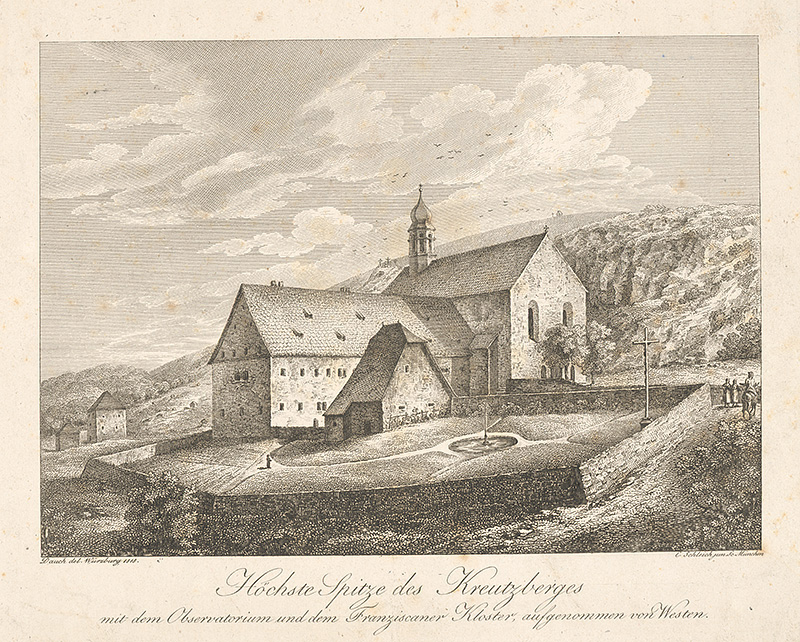
Höchste Spitze des Kreutzberges

Johann Karl Schleich (der Ältere), auch Johann Carl Schleich (* 1759 in Augsburg; † 1842 in München), war ein deutscher Kupferstecher.

## Leben
Schleich lernte bei Franz Xaver Jungwirth (1720–1790) in München die Kunst des Kupferstechens. Anschließend ließ er sich in Augsburg nieder und lernte beim Maler und Radierer Johann Jakob Mettenleiter weiter, der sich 1778 dort niedergelassen hatte. Schleich machte sich schließlich im Haus H 383 (heute: Mittlerer Graben 18) mit dem Kupferstecher F. Martin Wilhelm selbständig.
Er wurde fürstlich regensburgischer Hofkupferstecher und wurde schließlich 1805 an das Topographische Bureau nach München berufen, wo er später Inspektor wurde.
Schleich stach nicht nur Porträts bekannter Zeitgenossen nach Gemälden, sondern fertigte auch topografische Arbeiten für Adrian von Riedls Stromatlas und mehr sowie 1809 den von Joseph Consoni im Jahr 1806 vermessenen und von Thomas Green (1770–1830) gezeichneten Plan der Haupt- und Residenzstadt München 1806.
Schleich heiratete Thekla Heßler. Aus dieser Ehe stammten die Kupferstecher Karl Schleich (1788–1840) und Adrian Schleich (1812–1894) sowie der Tiermaler August Schleich (1814–1865). Tochter Maria Anna Schleich (* 1784) war ab 1808 für nur ein Jahr die zweite Ehefrau des Münchener Kartografen Adrian von Riedl (1746–1809), dessen Bildnis Schleich ebenfalls gestochen hatte.

## Werke
- Selbstbildnis des Frans van Mieris d. Ä. (1785)
- Mutter des Rubens
- Simon und Pero im Gefängnis nach Gerrit van Honthorst
- die betrachtende Unschuld nach Johann Jakob Mettenleiter